# Turn of the Cards
Turn of the Cards es el quinto álbum de la banda de rock progresivo británica Renaissance, lanzado en 1974.

## Lista de canciones
1. "Running Hard"   (9:37) 
2. "I Think of You"   (3:07) 
3. "Things I Don't Understand"   (9:29)
4. "Black Flame"   (6:23)
5. "Cold Is Being (3:00)
6. "Mother Russia"   (9:18)

## Integrantes
- Annie Haslam - voz principal y coros
- Michael Dunford - guitarra acústica
- John Tout - teclados y coros
- Jon Camp - bajo eléctrico, voz y coros
- Terence Sullivan - batería, percusiones y coros

Músicos invitados:
- Jimmy Horowitz - arreglos orquestales